# Chris Farlowe

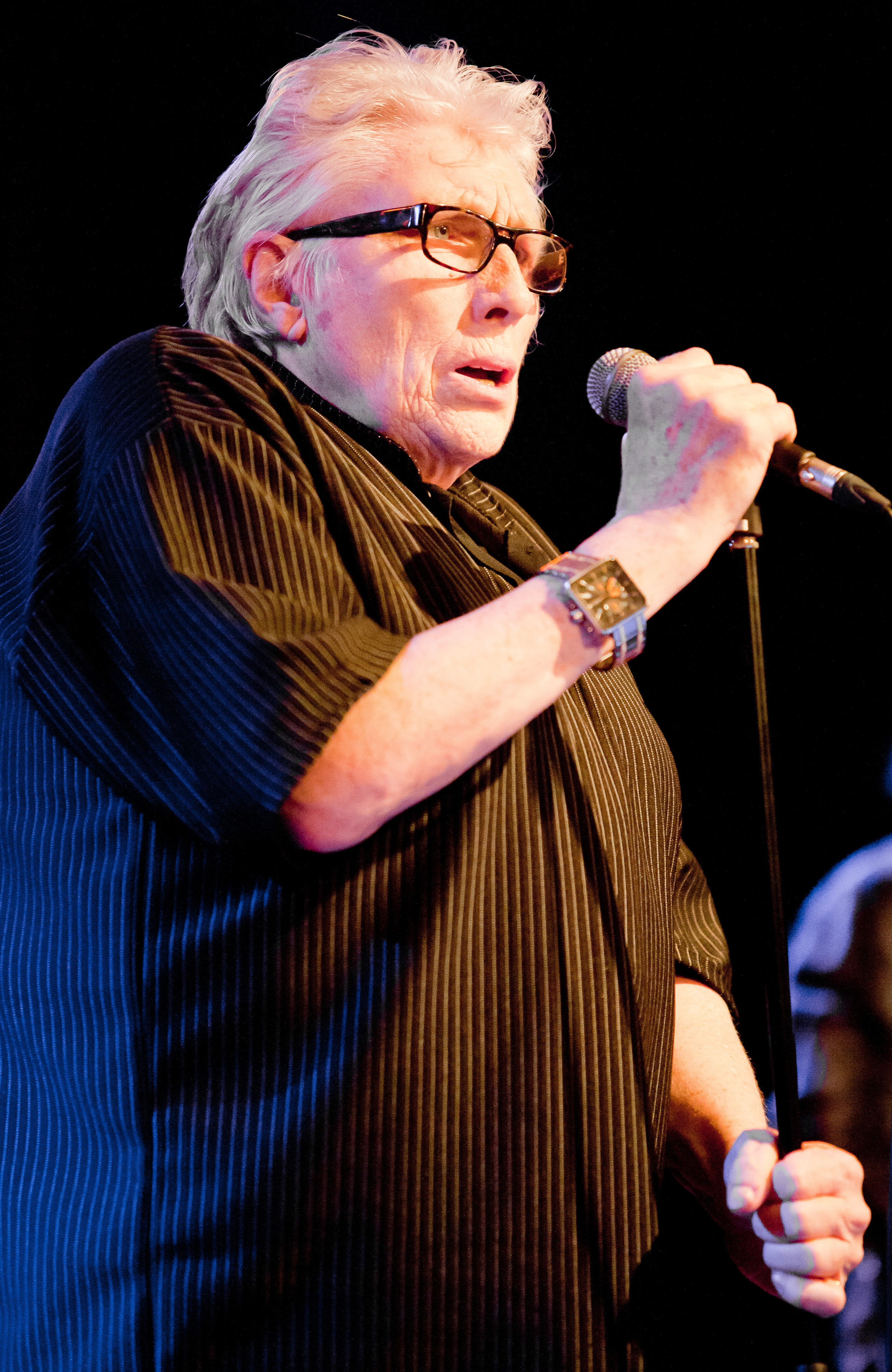
Chris Farlowe (2010)

Chris Farlowe (* 13. Oktober 1940 in Islington, London, als John Henry Deighton) ist ein englischer Rhythm-&-Blues-Sänger.

## Leben und Wirken
Chris Farlowe begann seine musikalische Karriere neben seinem Studium in London  bei der John Henry Skiffle Group; ab 1962 leitete er die Gruppe Thunderbirds.
Mitte der 1960er Jahre nahm er eine Reihe von Singles für Immediate Records auf, auf denen er Soul-Klassiker, aber auch Rolling-Stones-Titel coverte. Seine Version von Out of Time wurde sehr populär und erreichte den ersten Platz der britischen Single-Charts. Mick Jagger produzierte diese 2 Minuten kürzere Version für Farlowe im April 1966 und sang auch selbst im Chor mit. Auf dieser Aufnahme sind außerdem Jimmy Page und Albert Lee an der Gitarre zu hören. Sehr erfolgreich war auch das von Mike d’Abo geschriebene Handbags and Gladrags, das später wiederum von Rod Stewart erfolgreich adaptiert wurde.
Auf eine US-Tournee mit der eigenen Band The Hill folgte 1970 ein Engagement bei Jon Hisemans legendärer Jazzrock-Gruppe Colosseum, wo schon ein anderer Ex-Thunderbird, nämlich Dave Greenslade, spielte. In der neuen Besetzung wurde die LP Daughter of Time eingespielt, die neben Originalkompositionen auch eine bemerkenswerte Coverversion des aktuellen Jack-Bruce-Songs Theme for an Imaginary Western enthielt. Die folgende Doppel-LP Colosseum Live zeigt exemplarisch Farlowes gesangliche Bandbreite, die von schwülstigem Pop über rauen Rhythm and Blues bis hin zu jazzigem Scat reicht. 1972, Colosseum war aufgelöst, schloss ein kurzes Zwischenspiel bei den Elektrophonikern Atomic Rooster an. Er wirkte auf den Alben Nice ’n’ Greasy und Made in England mit.
In den folgenden Jahren wurde es etwas stiller um Chris Farlowe. Er veröffentlichte 1975 mit Hilfe von Albert Lee ein Live-Album. Das Album blieb erfolglos und danach zog sich Farlowe zurück, um einen Laden für Memorabilien aus der Nazi-Zeit, eine Bar und eine Weinhandlung zu betreiben. Er trat erst zum 50. Geburtstag von Alexis Korner im Jahr 1978 wieder ins Rampenlicht (The Party Album). Große Erfolge seiner Solo-Karriere blieben trotz einer umfangreichen Serie von Veröffentlichungen aus.
1982 kooperierte er mit Jimmy Page, dem legendären Led-Zeppelin-Gitarristen, für den Film Der Mann ohne Gnade. Er trug zwei Songs zum Soundtrack bei. 1988 war er Leadsänger auf dem ersten Solo-Album von Jimmy Page, Outrider. Farlowes Interpretation von Pages Heavy-Blues sorgte für Aufsehen, z. B. bei Titeln wie Prison Blues oder Blues Anthem. 1993 trat er mit Maggie Bell in Covent Garden auf.
Ein bemerkenswertes Comeback gelang 1994 mit den Reunion Concerts von Jon Hisemans Colosseum. Der WDR hielt die Wiedervereinigung filmisch fest. Erfolgreiche Tourneen, neue Studio- und Live-Alben der Band folgten.
Seit vielen Jahren tourt „The Voice“ Chris Farlowe solo und mit der Norman Beaker Band regelmäßig und hat besonders in Deutschland eine treue Anhängerschar. Seit August 2007 ist er auch zusammen mit Clem Clempson (Ex-Humble Pie, Colosseum) und der Hamburg Blues Band unterwegs. Zu hören ist er auch auf der 2015 erschienenen Van-Morrison-CD Duets.
Seit 2021 spielt er wieder Konzerte mit Colosseum. 2022 ist die Band auf  "The Return Of A Legend" Tour.

## Diskografie

### Alben
| Jahr | Titel                    | Höchstplatzierung, Gesamtwochen, AuszeichnungChartsChartplatzierungen (Jahr, Titel, Platzierungen, Wochen, Auszeichnungen, Anmerkungen) | Anmerkungen |
| Jahr | Titel                    | UK | Anmerkungen |
| ---- | ------------------------ | --- | ----------- |
| 1966 | 14 Things to Think About | UK19 (1 Wo.)UK |             |
| 1966 | The Art of Chris Farlowe | UK37 (2 Wo.)UK |             |

Weitere Alben
- 1966: Chris Farlowe and The Thunderbirds
- 1968: Paint It Farlowe
- 1969: The Last Goodbye
- 1970: From Here to Mama Rosa (mit „The Hill“)
- 1975: Chris Farlowe Band Live
- 1985: Out of the Blue
- 1986: Live in Hamburg
- 1986: Born Again
- 1991: Waiting in the Wings
- 1992: Live in Berlin
- 1995: Lonesome Road
- 1996: BBC In Concert
- 1996: As Time Goes By
- 1998: The Voice
- 2000: Glory Bound
- 2003: Farlowe That
- 2005: Hungary for the Blues – Live
- 2008: Hotel Eingang
- 2014: Bursting Over Bremen (mit The Tunderbirds, aufgenommen 1985)

### EPs
- 1965: Farlowe in the Midnight Hour
- 1966: Chris Farlowe Hits
- 1966: Stormy Monday

### Singles
| Jahr | Titel Album           | Höchstplatzierung, Gesamtwochen, AuszeichnungChartsChartplatzierungen (Jahr, Titel, Album, Platzierungen, Wochen, Auszeichnungen, Anmerkungen) | Anmerkungen |
| Jahr | Titel Album           | UK | Anmerkungen |
| ---- | --------------------- | --- | ----------- |
| 1966 | Think                 | UK37 (3 Wo.)UK |             |
| 1966 | Out of Time           | UK1 (17 Wo.)UK |             |
| 1966 | Ride On Baby          | UK31 (7 Wo.)UK |             |
| 1967 | My Way of Giving      | UK48 (1 Wo.)UK |             |
| 1967 | Moanin’               | UK46 (2 Wo.)UK |             |
| 1967 | Handbags and Gladrags | UK33 (6 Wo.)UK |             |

Weitere Singles
- 1962: Air Travel
- 1964: Girl Trouble
- 1964: Just a Dream
- 1965: Buzz with the Fuzz
- 1965: The Fool
- 1967: Yesterday’s Papers
- 1968: The Last Goodbye
- 1968: Paint It Black
- 1968: Dawn

### Videoalben
- 2006: At Rockpalast
- 2008: At Rockpalast 2
- 2012: At Rockpalast 3